# Принцесса Зельда
Принцесса Зе́льда (англ. Zelda, яп. ゼルダДзэруда) — одна из главных героинь серии игр The Legend of Zelda, разработанной компанией Nintendo. Создателем персонажа является Сигэру Миямото.
Зельда — собирательное имя принцесс из королевского рода Хайрул, под этим именем в разных частях игровой серии выступали различные персонажи. В соответствии с сюжетом игр серии, все девочки в королевском роде получали имя Зельда.
В большинстве игр Зельда выступает в качестве «девы в беде», которую должен спасти протагонист игры — Линк. Кроме того, имя Зельды фигурирует в названии игровой серии («Легенда о Зельде») и каждой из её частей.
В некоторых играх присутствуют альтер эго Зельды — Тетра (англ. Tetra) и Шейк (англ. Sheik).

## Описание
Согласно комментариям создателя игровой серии Сигэру Миямото, имя персонажа вдохновлено Зельдой Фицджеральд, американской писательницей. По словам Бена Ривза из издания Game Informer, имя Зельда на идише означает «благословенный», «счастливый».
В серии игр The Legend of Zelda принцесса Зельда представлена в разных инкарнациях, различающихся возрастом, внешним видом и характером. Обычно Зельда — это девушка с коричневыми (в других вариантах — светлыми) волосами и серо-голубыми глазами, имеющая на своей одежде символы принадлежности к королевскому роду. Как и у других представителей вымышленной расы хайлиан, у Зельды заострённые уши.
Работавший над образом Зельды в игре Twilight Princess иллюстратор Юсуке Накано изображал принцессу как «мечтающую о чём-то». По его словам, в образе Зельды он пытался передать «взволнованность и отчаяние».
Зачастую Зельда наделена магическими и телепатическими способностями.
Во многих играх серии наряду с принцессой Зельдой фигурирует её служанка (в других играх — телохранитель, няня) и советник Импа (англ. Impa).

### Альтер эго

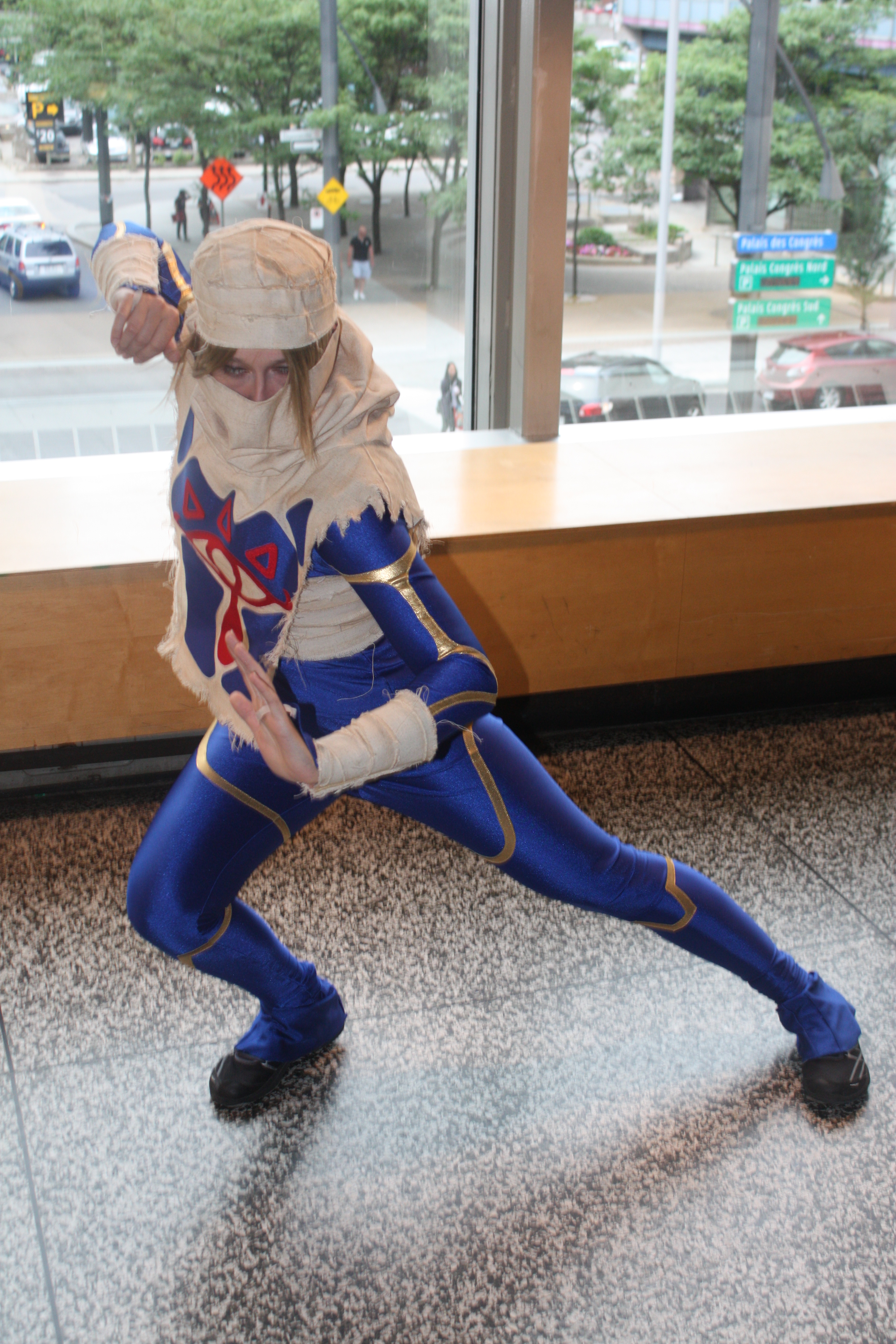
Косплеер в образе Шеика, альтер эго Зельды

В играх The Wind Waker и Phantom Hourglass одним из главных персонажей является Тетра (англ. Tetra, яп. テトラ) — альтер эго Зельды, неосведомлённая о своём королевском происхождении. Она является предводителем группы пиратов и выглядит как девочка со светлыми волосами, которая носит на шее часть Трифорса и вооружена кинжалом. Зельда из игры Spirit Track является правнучкой Тетры.
В Ocarina of Time Зельда некоторое время скрывает свою настоящую личность и выдаёт себя за Шеика (англ. Sheik, яп. シーク) — воина неопределённого пола из вымышленной расы шиика. Она одета в синий костюм с эмблемой шиика в виде стилизованного красного глаза, а бо́льшая часть лица скрыта повязкой. Шеик играет на арфе и вооружена коротким мечом.

## Появления
Принцесса Зельда присутствует во всех играх серии «The Legend of Zelda» за исключением Link’s Awakening и Tri Force Heroes (действие которых происходит за пределами королевства Хайрул), а также появляется в спин-оффах, других игровых проектах, в комиксах, манге и телевизионных сериалах.

### В видеоиграх
Впервые персонаж Зельды появляется в 1986 году в The Legend of Zelda (первая игра серии), где Линк спасает её от главного антагониста серии — Гэнона, после чего они объединяют принадлежащие им части Трифорса. В сиквеле Zelda II: The Adventure of Link (1987) Зельда под действием заклятья пребывает в многовековом сне, а Линк должен её пробудить. По сюжету игры Зельда прибывает в этом состоянии так долго, что в королевской семье возникла традиция называть всех девочек Зельдами.
По сюжету A Link to the Past (1991) Зельда является одной из семи дев, произошедших от семи древних мудрецов (англ. Seven Sages). Её, как и других дев, похищают и помещают в Тёмный мир (англ. Dark World). В день своего похищения она телепатически связывается с Линком и просит о помощи.

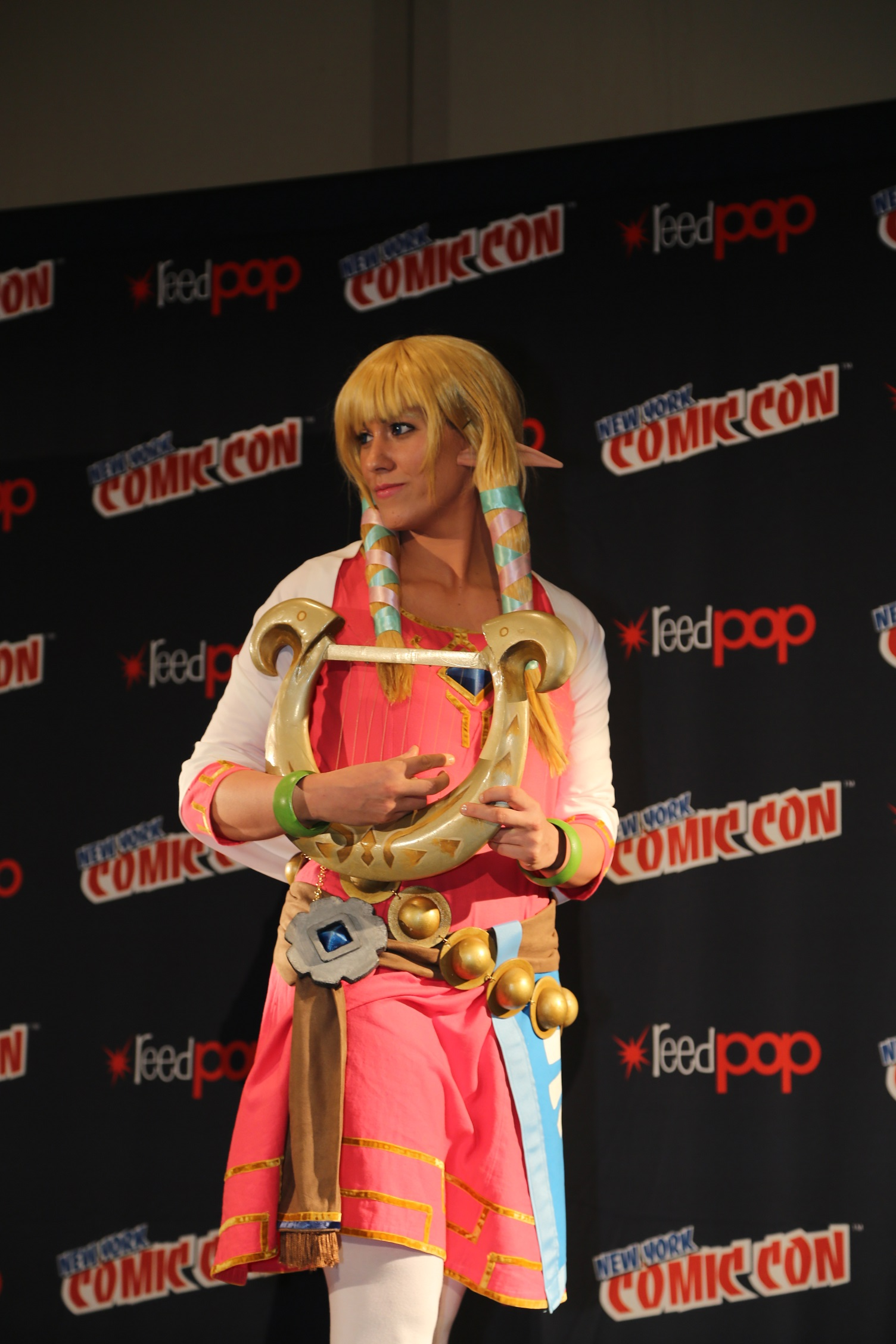
Косплеер в образе Зельды из игры Skyward Sword

В игре Ocarina of Time (1998) Зельда впервые появляется в образе ребёнка. В ходе развития сюжета повзрослевшая Зельда некоторое время скрывает свою личность, выдавая себя за воина Шеика (англ. Sheik). В конце игры она отправляет Линка на семь лет в прошлое.
В развитии сюжета Majora’s Mask (2000) Зельда участия не принимает, однако фигурирует во флэшбэках (в образе ребёнка).
В играх Oracle of Seasons и Oracle of Ages (2001) Зельда вновь предстаёт в образе молодой принцессы, ощущающей приближение зла и отправляющей свою служанку Импу (англ. Impa) на защиту оракула.
По сюжету Four Swords (2002) Зельда приводит Линка в святилище «Four Swords», где Линк получает артефакт, необходимый для победы над антагонистом игры — Вааати.
В игре The Wind Waker (2002) Зельда предстает в виде предводителя пиратов Тетры (англ. Tetra), не осведомлённой о своём королевском происхождении, и помогающей Линку в поисках его сестры. В дальнейшем Тетра узнает о своём королевском происхождении, а антагонист Гэнон пытается её похитить.
В Four Swords Adventures (2004) Зельда вновь похищается колдуном Ваати и должна быть спасена Линком.
По сюжету The Minish Cap (2004) Зельда превращена в камень колдуном Ваати, Линк должен найти способ расколдовать её.
В игре Twilight Princess (2006) Зельда впервые представлена как действующий монарх королевства (однако сохраняет титул принцессы), которое захвачено войсками сумеречного короля Занта (англ. Zant), а сама принцесса заточена в башне.
В Phantom Hourglass (2007) Зельда вновь выступает в роли предводителя пиратов Тетры, которая похищена кораблём-призраком. В сиквеле Spirit Tracks (2009) Зельда — правнучка Тетры, которая вместе с механиком Линком расследует исчезновение железнодорожных путей по всему королевству.
По сюжету Skyward Sword (2011) Зельда представляется не принцессой, а реинкарнацией богини Хайлии (англ. Hylia) и подругой детства Линка. В начале игры она похищена таинственным торнадо и Линк отправляется на её поиски.
В A Link Between Worlds (2013) Зельда передает Линку «кулон мужества», необходимый для борьбы с антагонистом игры Юга (англ. Yuga), который превращает саму принцессу в настенный рисунок. В дальнейшем Линк и спасенная им Зельда возраждают королевство Лорул.
В игре Breath of the Wild (2017) Зельда выступает персонажем, спасшем жизнь Линку за 100 лет до начала событий игры. Во время сюжета игры она в одиночку сдерживает воплощение зла Гэнона от захвата всего мира.
В Tears of the Kingdom (2023) — сиквеле Breath of the Wild, принцесса Зельда оказывается в прошлом и, жертвуя собой, превращается в дракона и возвращает Линку «Высший меч» (англ. Master Sword), с помощью которого тот должен победить Гэнондорфа. В финале игры принцесса возвращается в привычный облик.

### Спинофыи другие появления

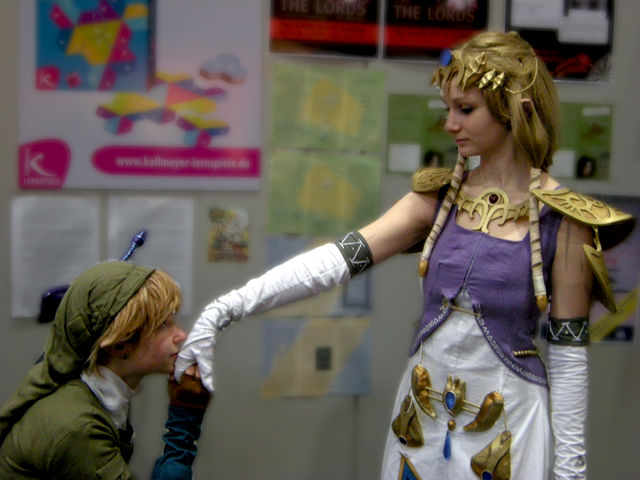
Косплееры в образах Линка и Зельды

Принцесса Зельда фигурирует в игре Zelda: The Wand of Gamelon (1993) для консоли CDi, в игре Zelda's Adventure (1994) для той же платформы выступает в роли главного персонажа.
В играх Hyrule Warriors (2014) и Hyrule Warriors Legends (2016) Зельда, как и её альтер эго Тетра и Шеик, являются игровыми персонажами.
Игровым персонажем Зельда выступает и в серии игр Super Smash Bros. (Super Smash Bros. Melee (2001), Super Smash Bros. Brawl (2008), Super Smash Bros. для Nintendo 3DS и Wii U (2014)).
Зельда является одним из основных персонажей мультипликационного сериала «The Legend of Zelda». Кроме того, она появляется в серии комиксов и манги, основанных на вселенной видеоигр.
Персонаж появляется камео в отдельных эпизодах не связанных с видеоигровой вселенной сериалов, таких как Робоцып, Living in 8 Bits, Captain N: The Game Master и других.
Различные производители выпускают экшен-фигурки Зельды.

## Популярность и критика

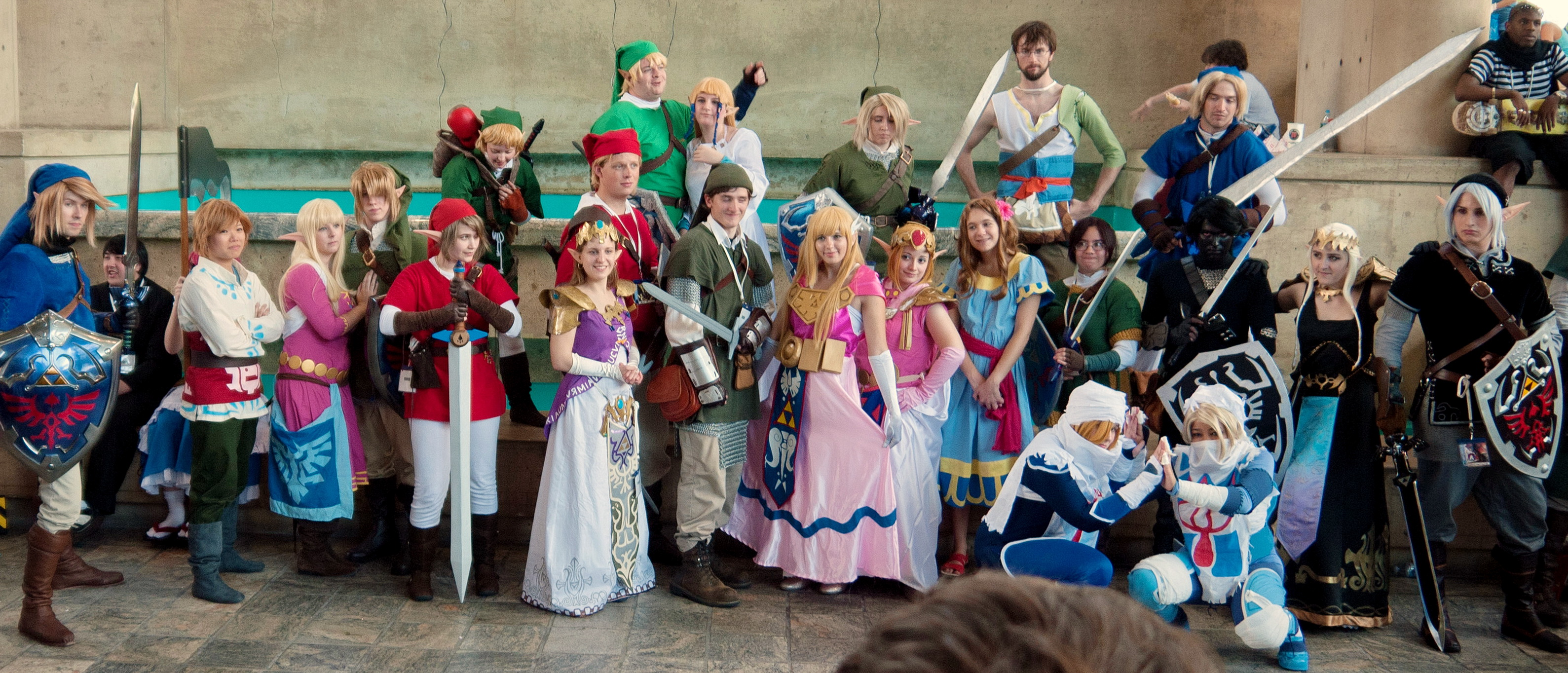
Косплееры в костюмах по мотивам The Legend of Zelda, в том числе принцессы Зельды (в центре) и её альтер эго Шеика (справа внизу)

Принцесса Зельда снискала популярность среди поклонников видеоигр. Издание Official Nintendo Magazine в 2009 году включило её в список трех выдающихся женских персонажей, созданных Nintendo. Журнал Chip отдал Зельде третье место в списке женских игровых персонажей.
Издание GameDaily в 2009 году включило Зельду в список «самых горячих героинь видеоигр».
По версии издания Game Informer Шеик, альтер эго Зельды, входит в число 10 лучших игровых перевоплощений. Журнал Complex поместил Зельду и Шеик на 3 и 4 место списка персонажей, которым необходим собственный спиноф.
В книге «Players Unleashed!» Зельда критикуется за то, что представляет собой стереотип персонажа-женщины, которую необходимо постоянно спасать. Аналогичная оценка персонажа дана и в книге «Female Action Heroes».
Актёр Робин Уильямс назвал свою дочь Зельдой в честь героини игры.
Зельда является одним из популярных образов для косплея.